# Michigan (U-Boot)
Die USS Michigan (SSBN-/SSGN-727) ist ein U-Boot der United States Navy und gehört der Ohio-Klasse an.

## Geschichte
Die Michigan wurde durch die Electric Boat der General Dynamics Corporation in Groton, Connecticut, gebaut und am 11. September 1982 in Dienst gestellt. Der Heimathafen ist die Naval Base Kitsap in Bangor, (Washington). Dort traf sie am 16. März 1983 ein.
Ab 2002 wurde die Michigan im Puget Sound Naval Shipyard in ein Ship Submersible Guided Missile Nuclear umgerüstet (Trident II SLBMs wurden mit Tomahawk-Marschflugkörpern ausgetauscht). Im Juni 2007 wurde das Boot wieder der Flotte zugeordnet. Ende April 2017 gab die US-Regierung bekannt, dass die Michigan vor die Küste Nordkoreas entsandt wurde. Im Juli 2023 lief das Schiff in den Hafen von Busan ein.